# Первое главное управление КГБ СССР
Пе́рвое гла́вное управле́ние КГБ СССР (ПГУ) — структурное подразделение Комитета государственной безопасности СССР, ответственное за внешнюю разведку. Существовало с марта 1954 по ноябрь 1991 годов. Преемник созданного 20 декабря 1920 года Иностранного отдела ВЧК при НКВД РСФСР/ ИНО ГПУ НКВД РСФСР / ОГПУ при СНК СССР, ГУГБ НКВД СССР.

## История российской и советской разведки органов государственной безопасности
До 1917 года все разведывательные организации России (в том числе военные разведка и контрразведка) были связаны с Военным министерством, но отдельной службы внешней разведки с политическими функциями прежде не существовало (при этом имелась заграничная агентура Департамента полиции).
«Отсутствие достоверной информации о планах и намерениях многочисленных врагов Советской республики, осевших за её пределами, лишало руководство возможности принятия правильных решений, прежде всего в области внешней политики, что и предопределило появление ещё весной 1920 года в Особом отделе ВЧК нового подразделения — Иностранного отдела», — пишет канд. ист. наук В. Лебедев.
После поражения в войне с Польшей Политбюро ЦК РКП(б) приняло решение о реорганизации внешней разведки: была создана комиссия под председательством первого руководителя ВЧК Ф. Э. Дзержинского, по итогам работы которой 20 декабря 1920 года он подписал исторический приказ № 169 о создании Иностранного отдела ВЧК.

### ИНО ВЧК/НКВД РСФСР/СССР

#### Хроника
- 20 декабря 1920 года — организован Иностранный отдел (ИНО) ВЧК при НКВД РСФСР. Его возглавил Давыдов (Давтян) Яков Христофорович.
- 6 февраля 1922 года — ИНО ВЧК переименован в ИНО ГПУ НКВД РСФСР и вошёл в состав Секретно-оперативного управления Государственного политического управления при НКВД[4],
- 2 ноября 1923 года — создан Иностранный отдел Объединённого государственного политического управления (ОГПУ) при Совете народных комиссаров (СНК), затем Иностранный отдел Главного управления государственной безопасности НКВД СССР[4].

#### Функции и подразделения
Задачей ИНО было «выявление на территории иностранных государств контрреволюционных организаций, ведущих подрывную деятельность против нашей страны». В поле её деятельности оказались организации белогвардейцев, российских эмигрантов и им подобных, поэтому впоследствии эту работу выполняла внешняя контрразведка. К задачам контрразведывательного характера можно также отнести первоначально порученные ИНО «добывание документальных материалов по всем направлениям работы, в том числе таких материалов, которые могли бы быть использованы для компрометации как лидеров контрреволюционных групп, так и целых организаций», «установление за рубежом правительственных и частных организаций, занимающихся военным, политическим и экономическим шпионажем», а также «контрразведывательное обеспечение советских учреждений и граждан за границей».
Чисто разведывательной задачей было «освещение политической линии каждого государства и его правительства по основным вопросам международной политики, выявление их намерений в отношении России, получение сведений об их экономическом положении».
В центральном аппарате разведки в первый период работало около семидесяти человек, разделённых на шесть секторов, руководивших резидентурами за рубежом («разведаппаратами»), в которых под прикрытием дипломатических или торговых миссий работало от двух до четырёх сотрудников.
1. Северный сектор занимался странами Прибалтики и Скандинавии;
2. Польский сектор (в 1920-е годы Польша, ощутившая после успешной для неё Советско-польской войны амбиции Речи Посполитой, считалась потенциальным противником № 1);
3. Центрально-Европейский сектор занимался «старой Европой» через резидентуры в Берлине и в Лондоне;
4. Сектор Южной Европы и балканских стран работал по странам, где разместились большие белоэмигрантские диаспоры;
5. Восточный отдел пытался контролировать огромную территорию от Турции и Ирана до Японии и Китая;
6. Американский отдел имел резидентуры в Нью-Йорке и Монреале.

В 1930 году штат ИНО ОГПУ вырос до 122 человек, половина из которых работала за рубежом.
Вместо М. А. Трилиссера, переведённого на работу в РКИ, с октября 1929 по июль 1931 года ИНО возглавлял второй заместитель председателя ОГПУ С. А. Мессинг — его заместителем состоял А. А. Артузов, а помощниками А. А. Слуцкий и М. С. Розман. Взамен закордонной части и отделения иностранной регистратуры было образовано 8 отделений: 1-е отделение (нелегальная разведка) — Л. Г. Эльберт, 2-е отделение (вопросы выезда и въезда в СССР) — И. А. Бабкин, 3-е отделение (разведка в США и основных странах Европы) — М. Г. Молотковский, 4-е отделение (разведка в Финляндии и странах Прибалтики) — А. П. Невский, 5-е отделение (разведка по белой эмиграции) — А. П. Фёдоров, 6-е отделение (разведка в странах Востока) — К. С. Баранский, 7-е отделение (экономическая разведка) — А. А. Нейман, 8-е отделение (научно-техническая разведка) — Л. Л. Никольский.
К этому времени задачи и направления работы советской разведки были существенно скорректированы.
Во-первых, были чётко определены направления наибольшего разведывательного интереса: Англия, Франция, Германия, Польша, Румыния и Япония, на северо-западе — «лимитрофы» (три прибалтийских государства и Финляндия).
Во-вторых, перед разведкой были поставлены новые, стратегические задачи: «раскрытие интервенционистских планов, разрабатывавшихся руководящими кругами Англии, Германии, Франции, Польши, Румынии, Японии, и выяснение сроков реализации этих планов»; «выявление планов руководящих кругов перечисленных стран по финансово-экономической блокаде нашего государства»; «добывание документов о секретных военно-политических соглашениях и договорах между указанными странами»; «добывание для нашей промышленности сведений об изобретениях, конструкторских и производственных чертежей и схем, технических новинок, которые не могут быть получены обычным путем».
Как указывал американский исследователь разведки Шерман Кент, «Стратегическая разведка даёт знания, на которых должна основываться внешняя политика нашей страны как во время войны, так и в мирное время». Информация ИНО помогла советскому руководству в принятии важных внешнеполитических решений.

### Служба внешней разведки

#### Хроника
- 10 июля 1934 года — внешняя разведка передана в ведение 7-го отдела Главного управления государственной безопасности (ГУГБ) НКВД СССР.
- 9 июня 1938 г. функции внешней разведки переданы 5-му отделу Первого управления НКВД СССР[7].
- 29 сентября 1938 г. после реорганизации 5-й отдел передан в Главное управление госбезопасности НКВД СССР[7].
- февраль 1941 года — создано 1-е управление НКГБ СССР, на которое возлагается ведение внешней разведки.
- 20 июля 1941 года —НКГБ и НКВД были вновь объединены в НКВД СССР, аппарат НКГБ был реорганизован в Главное управление государственной безопасности (ГУГБ) НКВД СССР. На базе 1-го управления НКГБ СССР создано 1-е управление  Главного управления государственной безопасности (ГУГБ) НКВД СССР, на которое возлагается ведение внешней разведки.
- апрель 1943 года — разведка сосредоточивается в 1-м управлении НКГБ СССР.
- март 1946 года — создано 1-е управление МГБ СССР, которое занималось внешней разведкой.
- 1947 год — принято решение о создании Комитета информации (КИ) при Совете Министров СССР, который объединяет внешнюю политическую и военную разведки.
- февраль 1949 года — КИ при СМ СССР реорганизован в КИ при Министерстве иностранных дел.
- январь 1952 года создано Первое Главное управление (ПГУ) МГБ СССР.
- март 1953 года — ПГУ МГБ реорганизовано во 2-е главное управление МВД СССР
- март 1954 года — внешняя разведка возлагается на Первое главное управление (ПГУ) Комитета государственной безопасности при СМ СССР.
- июль 1978 года — ПГУ КГБ при СМ СССР переименовано в ПГУ КГБ СССР.
- 25 ноября 1991 года указом Президента СССР Михаила Горбачёва утверждено временное «Положение о ЦСР СССР», в котором перечислялись функции Центральной службы разведки СССР, её директора, статус сотрудников  и другие вопросы её деятельности.
- 3 декабря 1991 года разделение КГБ СССР на Межреспубликанскую службу безопасности, Центральную службу разведки и Комитет по охране государственной границы СССР утверждено последним Законом СССР — «О реорганизации органов государственной безопасности».
- после распада СССР в декабре 1991 года — ЦСР СССР была реорганизована в Службу внешней разведки РСФСР (ныне Служба внешней разведки Российской Федерации).

В ПГУ КГБ СССР проходили службу многие российские политики, в том числе Владимир Путин, Сергей Иванов, Сергей Нарышкин и Владимир Якунин.
Условным наименованием ПГУ КГБ СССР было в/ч 54282. Центральный аппарат управления с 1970-х годов располагался в здании в районе Ясенево (на продолжении улицы Павла Фитина за МКАД).

## Подготовка кадров
«В 1985 году меня направили в Нью-Йорк на работу дипломатом — представителем СССР в Комитете ООН по использованию космического пространства в мирных целях. Я должен был сочетать эту деятельность со своей работой на Первое главное управление КГБ (внешняя разведка), что было одной из самых почётных профессий для советского гражданина. Образование, которое можно было получить в этой структуре, соответствовало по уровню Кембриджскому или Принстонскому университету.»
В 1920—1930-е годы подготовка кадров осуществлялась на Восточном, а затем Специальном факультете Военной академии РККА имени М. В. Фрунзе.
В 1938 году появилось ведомственное учебное заведение — Школа особого назначения НКВД.
По оценке последнего главы КГБ СССР генерал-лейтенанта Вадима Бакатина, внешняя разведка традиционно была «элитой» среди сотрудников КГБ СССР, основу которой составляли «грамотные и хорошо подготовленные профессионалы».

## Структура

### Управления
- Управление «Р» (оперативное планирование и анализ)
- Управление «К» (контрразведка)
- Управление «С» (нелегалы)
- Управление «ОТ» (оперативно-техническое)
- Управление «И» (компьютерная служба)
- Управление «Т» (научно-техническая разведка)
- Управление разведывательной информации (анализ и оценка)
- Управление «РТ» («разведка с территории» — операции на территории СССР)

### Службы
- Служба А (активные мероприятия), до 1966 года известна как управление «Д»[13]
- Служба Р (радиосвязь)
- Служба А Восьмого главного управления КГБ (шифровальные службы)

### Отделы
По состоянию на 1991 год в состав Первого главного управления входили следующие отделы:
- 1-й отдел (США, Канада)
- 2-й отдел (Латинская Америка)
- 3-й отдел (Великобритания, Скандинавия, Австралия, Новая Зеландия)
- 4-й отдел (Германия, Австрия)
- 5-й отдел (Западная Европа)
- 6-й отдел (Китай, Вьетнам, Лаос, Камбоджа, Корея)
- 7-й отдел (Таиланд, Индонезия, Япония, Малайзия, Сингапур, Филиппины)
- 8-й отдел (Средний Восток)
- 9-й отдел (англоговорящие страны Африки)
- 10-й отдел (франкоговорящие страны Африки)
- 11-й отдел (контакты с социалистическими странами)
- 12-й отдел (экономическая разведка)
- 15-й отдел (регистрация и архивы)
- 16-й отдел (радиоэлектронная разведка)
- 17-й отдел (Индия, Шри-Ланка, Пакистан, Непал, Бангладеш, Бирма)
- 18-й отдел (Ближний Восток)
- 19-й отдел (эмиграция)
- 20-й отдел (контакты с органами безопасности дружественных развивающихся стран)

По словам Вадима Бакатина, деятельность Первого главного управления отличалась «поистине глобальным и тотальным характером», а резидентуры активно действовали и вербовали агентов во всех странах мира, в том числе и в тех, где интересы государственной безопасности СССР не были чётко выражены.

## Задачи
Задачи ПГУ КГБ были определены в утверждённой в 1974 году так называемой «Разведывательной доктрине» следующим образом:

В условиях раскола мира на два враждующих лагеря, наличия у противника оружия массового уничтожения, резкого усиления фактора внезапности в ракетно-ядерной войне главная задача разведки заключается в выявлении военно-стратегических планов противостоящих СССР государств, своевременном предупреждении правительства о назревающих кризисных ситуациях и предотвращении внезапного нападения на Советский Союз или страны, связанные с СССР союзническими договорами.
Исходя из этой задачи, разведка КГБ направляет свои усилия на решение узловых проблем, потенциально чреватых международными конфликтами и могущих при неблагоприятном развитии событий как в ближайшей, так и в отдаленной перспективе представить непосредственную опасность для Советского государства и социалистического сообщества в целом. В первую очередь она учитывает факторы, от которых зависит нынешнее соотношение сил на мировой арене, а также возможные принципиальные изменения в сложившемся равновесии. К ним, в частности, относятся:
— возникновение новой политической ситуации в США, при которой возобладают представители крайне агрессивных кругов, склонные к нанесению превентивного ракетного удара по СССР;
— возникновение аналогичной ситуации в ФРГ или Японии, подкрепленной реваншистскими и великодержавными устремлениями;
— развитие до крайности авантюристических, левацких взглядов, в результате которых отдельные государства или группы государств могут спровоцировать мировую войну в целях изменения сложившегося соотношения сил;
— попытки империалистических сил в различной форме разобщать социалистическое содружество, изолировать и оторвать от него отдельные страны;
— возникновение кризисных ситуаций военно-политического характера в отдельных стратегически важных регионах и странах, развитие которых может поставить под угрозу существующее равновесие или втянуть великие державы в прямую конфронтацию с перспективой перерастания в мировую войну; развитие аналогичной ситуации в пограничных и сопредельных несоциалистических странах;
— качественно новый скачок в развитии научно-технической мысли, обеспечивающий противнику явный перевес в военном потенциале и средствах ведения войны.
Действуя в соответствии с директивами по указанию ЦК КПСС и советского правительства, внешняя разведка КГБ одновременно решает следующие основные задачи:
В военно-политической области:
— своевременно выявляет политические, военно-политические и экономические планы и намерения, особенно долгосрочные, главных империалистических государств, в первую очередь США, их союзников по агрессивным блокам, а также группы Мао Цзэдуна в отношении Советского Союза и других социалистических стран;
— вскрывает замыслы противника, направленные на ослабление социалистического содружества, подрыв его единства;
— систематически изучает политическую обстановку в социалистических странах, обращая особое внимание на деятельность империалистической агентуры, антисоциалистических, реваншистских и националистических элементов. Укрепляет сотрудничество и взаимодействие с органами безопасности социалистических государств;
— добывает информацию о планах противника по борьбе с коммунистическими, рабочими и национально-освободительными движениями;
— следит за положением в сопредельных с Советским Союзом несоциалистических государствах, их внешней политикой, за их возможными попытками антисоветского сговора или совершения враждебных СССР акций;
— добывает секретную информацию о закулисных сторонах внутриполитического, военного и экономического положения стран главного противника, существующих и назревающих внутренних и международных противоречиях, положении в военно-политических блоках, экономических группировках и другие данные, необходимые для разработки и осуществления советской внешней политики;
— выявляет уязвимые места противника и во взаимодействии с другими советскими ведомствами осуществляет меры по ослаблению и подрыву его политических, экономических и военных позиций, по отвлечению его внимания от тех районов и стран, где активность противника может нанести ущерб интересам Советского Союза;
— проводит комплексный и непрерывный анализ и прогнозирование международных проблем, наиболее актуальных и острых с точки зрения интересов Советского Союза, социалистического содружества и международного коммунистического движения в целом.
В научно-технической области:
— добывает секретную информацию о ракетно-ядерном вооружении стран главного противника и их союзников по военно-политическим блокам, о других средствах массового уничтожения и защиты от них, а также конкретные данные о перспективных направлениях в науке, технике и технологии производства в ведущих капиталистических государствах, использование которых могло бы способствовать усилению военно- экономического и научно-технического прогресса СССР;
— своевременно выявляет и прогнозирует новые открытия и тенденции развития зарубежной науки и техники, могущие повести к существенному скачку научно-технического и военного потенциала противника или созданию новых видов оружия, способного радикально изменить сложившееся соотношение сил в мире;
— анализирует, обобщает и через соответствующие ведомства реализует добытые разведывательные материалы по теоретическим и прикладным исследованиям, создаваемым и действующим системам оружия и их элементам, новым технологическим процессам, вопросам военной экономики и системам управления.
В области внешней контрразведки:
— добывает за границей информацию о враждебных намерениях, замыслах, формах и методах практической деятельности разведывательных и контрразведывательных служб главного противника, органов психологической войны и центров идеологических диверсий против Советского Союза, всего социалистического лагеря, коммунистического и национально- освободительных движений;
— выявляет враждебных разведчиков и агентов, подготавливаемых для засылки в Советский Союз, способы и каналы их связи, задания. Совместно с другими подразделениями КГБ и органами безопасности социалистических стран принимает меры по пресечению их подрывной деятельности;
— осуществляет мероприятия по компрометации и дезинформации вражеских спецслужб, отвлечению и распылению их сил;
— обеспечивает за границей сохранность государственной тайны, безопасность советских учреждений и командированных советских граждан, а также деятельность разведывательных резидентур КГБ;
— накапливает и анализирует информацию о подрывной работе спецслужб главного противника, па базе полученного материала разрабатывает рекомендации по совершенствованию разведывательной и контрразведывательной работы за кордоном.
В области активных операций проводит мероприятия, способствующие:
— решению внешнеполитических задач Советского Союза;
— разоблачению и срыву идеологических диверсий противника против СССР и социалистического содружества;
— консолидации международного коммунистического движения, усилению национально-освободительной, антиимпериалистической борьбы;
— росту экономической и научно-технической мощи Советского Союза;
— разоблачению военных приготовлений враждебных СССР государств;
— дезинформации противника относительно подготавливаемых или проводимых СССР внешнеполитических, военных и разведывательных акций, состояния военного, экономического и научно-технического потенциала страны;
— компрометации наиболее опасных антикоммунистических и антисоветских деятелей, злейших врагов Советского государства.
При проведении активных операций разведки, в зависимости от конкретных условий, использовать не только свои силы, специфические средства и методы, но и возможности КГБ в целом, других советских учреждений, ведомств и организаций, а также вооруженных сил.
В области специальных операций, используя особо острые средства борьбы:
— осуществлять диверсионные акции с целью дезорганизации деятельности спецорганов противника, а также отдельных правительственных, политических, военных объектов в случае наступления особого периода или возникновения кризисной ситуации;
— проводить специальные мероприятия в отношении изменников Родины и операции по пресечению антисоветской деятельности наиболее активных врагов Советского государства;
— осуществлять захват и негласную доставку в СССР лиц, являющихся носителями важных государственных и иных секретов противника, образцов оружия, техники, секретной документации;
— создать предпосылки для использования в интересах СССР отдельных очагов антиимпериалистического движения и партизанской борьбы на территории зарубежных стран;
— обеспечивать по специальным заданиям связь и оказывать помощь оружием, инструкторскими кадрами и т. п. руководству братских коммунистических партий, прогрессивных групп и организаций, ведущих вооруженную борьбу в условиях изоляции от внешнего мира.
Исходя из возможности возникновения кризисной ситуации и развязывания прогрессивными кругами ракетно-ядерной войны против Советского Союза, внешняя разведка СССР заблаговременно и планомерно обеспечивает живучесть и действенность аппаратов разведки, их размещение в важнейших пунктах и странах, внедрение агентуры в главные объекты, бесперебойность получения информации о противнике. В этих целях она постоянно ведет подготовку агентурной сети и других сил, поддерживает их боеспособность, а также обеспечивает подготовку всего личного состава разведки, и особенно её нелегального аппарата.

В 1991 году Вадим Бакатин заявлял, что хотя Первое главное управление успешно собирало значимую разведывательную информацию, к концу существования СССР оно чаще занималось обеспечением «пропагандистских установок ЦК КПСС», отличавшихся от реальных государственных интересов страны.

## Руководители
Начальники:
- Александр Панюшкин (март 1954 — 23 июня 1955)
- Александр Сахаровский (23 июня 1955[15] — 15 июля 1971)
- Фёдор Мортин (15 июля 1971 — 13 января 1974)
- Владимир Крючков[1] (13 января 1974 — 1 октября 1988)
- Вадим Кирпиченко (1 октября 1988 — 6 февраля 1989, исполняющий обязанности)
- Леонид Шебаршин[1] (6 февраля 1989 — 22 сентября 1991)
- Вячеслав Гургенов (22 сентября 1991 — 30 сентября 1991, исполняющий обязанности)
- Евгений Примаков (30 сентября — 6 ноября 1991)[16]

Первые заместители:
- Фёдор Мортин (1958—1971)
- Альфонсас Рандакявичюс (1967)
- Владимир Крючков (1971—1974)
- Михаил Усатов (1974—1979)
- Борис Иванов (1974—1979)
- Вадим Кирпиченко (1979—1991)
- Иван Маркелов (1979—1983)
- Виктор Грушко (1983—1989)
- Геннадий Титов (1989—1991)
- Владимир Рожков (1991)

Заместители:
- Виталий Павлов (1961—1966)[17]
- Борис Соломатин (1968—1971)
- Николай Леонов (1983—1990)